# モンスターペアレント (テレビドラマ)
『モンスターペアレント』（MONSTER PARENT）は、2008年7月1日から9月9日まで毎週火曜日22:00 - 22:54に、関西テレビ制作・フジテレビ系の「火曜22時枠」で放送された日本のテレビドラマ。主演は米倉涼子。モンスターペアレントを題材とした。
「モンスターペアレント」とは、学校に対して自己中心的で理不尽な要求を繰り返す保護者を意味する。弁護士の高村樹季が理不尽な要求を突きつける保護者と真っ向から対決する社会派教育ドラマ。
クロスネット局のテレビ宮崎では2008年9月26日から10月22日まで、火曜から金曜の16時台で放送された。同年12月にポニーキャニオンからDVDが発売された。

## あらすじ
敏腕弁護士の高村樹季は、S市の教育長、田川龍之介からの依頼で教育委員会の顧問となる。自分のキャリアのプラスになる仕事ではないと当初は乗り気ではなかった樹季であったが、いくつかの小学校を回り教育現場の実態とそこに潜む様々な闇を探っていく中で、次第にモンスターペアレント、そして教育にかかわる人々と真剣に向き合っていく。

## 登場人物

### 主人公
高村 樹季（たかむら いつき）〈33〉
演 - 米倉涼子
本作の主人公。「ウィルソン・城山法律事務所」に所属する美人弁護士。
企業戦略をはじめ世界を股にかけた依頼を多くこなし、依頼された仕事の売り上げでは事務所トップを独走する。「仕事をするのは金のため」という信条をもち、依頼に勝つ秘訣は「負ける仕事は引き受けないこと」。
城山に教育委員会で教育長を務める田川の依頼を引き受けるよう言われ（城山は田川に借りがあるという）、モンスターペアレントへの対策に協力するよう求められ、向かった教育現場でモンスターペアレントと出会う。当初はモンスターペアレントの言動にあきれ、依頼には前向きではなかったが、最初に受けた依頼でモンスターペアレントによって苦しめられた教師･真田雅之が自殺未遂をした後に退職してしまったことで、城山に『仕事で負けるのは初めてでしょう』と言われてしまう。自分が負けたという事実を受け入れられない樹季は、モンスターペアレントに完璧に勝つために正面から戦っていくことになるが、あくまでそれは自分が負けたことを認めたくないが故の行動であり言動にはやや自己中心的な部分が多くみられており、三浦にもそのことを指摘されている。最終話で事務所を辞め、教育委員会の依頼を仕事の中心に据えることにした。

### S市教育委員会
望月 道夫（もちづき みちお）〈25〉
演 - 平岡祐太
S市教育委員会職員。樹季のアシスタント的存在。
真面目な性格だが要領が悪く、過去には司法試験に挑戦するも失敗している。そのため司法試験に一発合格したと語る樹季を尊敬している。司法試験への挑戦そのものは諦めておらず、現在も合格を目指して勉強中である。第10話にて、自らの失恋を逆恨みした夏目に刺され、意識不明の重体に陥るが、最終的に意識を取り戻す。
三浦 圭吾（みうら けいご）〈35〉
演 - 佐々木蔵之介
S市教育委員会指導主事。バツイチで娘がいる。
かつては小学校の教員だったが、事情があって教育委員会にいるという。『モンスターペアレント』という呼び方を嫌い（保護者を『モンスター』呼ばわりすることが気に入らないらしい）、保護者・学校間でトラブルが発生した際には和解をはじめとする平和的解決を図ろうとするため、訴訟などの強硬手段をとりたがる樹季と真っ向から対立する。しかし樹季に自分なりのアドバイスを送ったり、ケガをしたと思われたときには、動揺していた。樹季の強硬手段を嫌う理由はかつて娘に深い心の傷を負わせた担任教師の事件を追う内に近所から孤立してしまった上にその担任の弁護士から自身がモンスターペアレント呼ばわりされたからであった。第8話で中川の一件により逮捕されたが、樹季らの尽力によって不起訴となる。
小山 和明（こやま かずあき）〈43〉
演 - 温水洋一
S市教育委員会係長。三浦と同じようにかつては小学校の教員だったが、事情があって教育委員会にいる。地域イベントの中で上演されることになった『赤ずきん』の劇のプロデューサーを務めたが、自分の娘に赤ずきん役をやらせたいという保護者が続出したために徹夜で脚本を書きかえ、結果的に赤ずきんが何人もいるという劇を上演することになった。
相原 エリサ（あいはら えりさ）〈24〉
演 - 大友みなみ
S市教育委員会事務員。趣味は占い。
田川 龍之介（たがわ りゅうのすけ）〈57〉
演 - 角野卓造
S市教育委員会教育長。ウィルソン・城山法律事務所に応援を要請した張本人。一見すると冴えない親父だが、実は司法試験をトップで通った実力者。

### ウィルソン・城山法律事務所
城山 幸太郎（しろやま こうたろう）〈57〉
演 - 草刈正雄（特別出演）
ウィルソン・城山法律事務所の創業者でもある弁護士。樹季の実力を評価しており、田川からの依頼を樹季に回した。自分を凌ぐ才能を持つ田川が弁護士にならなかったことを惜しく思っている。
加藤 和臣（かとう かずおみ）〈35〉
演 - 眞島秀和
ウィルソン・城山法律事務所の中堅弁護士。樹季のよきライバル。
園部 愛理（そのべ えり）〈26〉
演 - 堀まゆみ
ウィルソン・城山法律事務所の新米弁護士。樹季のサポート役。『モンスターペアレント』という言葉を知らず、樹季からそれを持ち出されたときにはホラー映画と勘違いしていた。

### その他
時任 昭雄（ときとう あきお）〈45〉
演 - 風見しんご
S市教育委員会の面々が集うバー"CAVERN"のマスター。

### ゲスト
第1話
- 渡辺秋枝（モンスターペアレント） - 木村佳乃
- 真田雅之（教師） - 内田滋
- クレーム親・和子 - 峯村リエ
- 重松郁子（関西弁の教師） - 佐藤綾
- 三木校長 - 窪園純一
- 鈴木校長 - 森富士夫
- 佐伯副校長 - 山崎栄
- 一郎 - 古澤裕介
- 相手方弁護士 - 平野勲人
- ビジネスマン - マーク・チネリー
- タクシー運転手 - 岡田謙
- 看護師 - 秋山美嘉
- 元気の良い兄 - 芦澤夏樹
- 元気の良い弟 - 芦澤春杜

第2話
- 川本好子（モンスターペアレント） - 南野陽子
- 野口恵美子（教師） - 紺野まひる
- 川本英二 - 今井朋彦
- 鈴木重明校長 - 卜字たかお
- 学年主任 - 桜岡あつこ
- 川本正雄 - 宮城孔明
- 小島純太 - 為谷龍児

第3話
- 富永伸之（モンスターペアレント） - 東幹久
- 富永みゆき（モンスターペアレント） - MEGUMI
- 寺本香代 - 奥貫薫
- 小西（学年主任） - 杏野さや
- 栗田校長 - 山上賢治
- 森脇ゆかり - 池谷のぶえ
- 母親1 - 安室満樹子
- 母親2 - 菊地裕子
- 母親3 - 南口奈々絵
- 八百屋 - 田村三郎
- ピザ屋 - 吉村卓也
- 寺本優斗 - 松井瑛介
- ませた女子1 - 當麻真歩
- ませた女子2 - 川嶋紗南

第4話
- 江藤克巳（モンスターペアレント） - 哀川翔
- 千川代議士 - 中丸新将
- 寺田英彦 - 少路勇介
- 松岡高志 - 富岡晃一郎
- 保護者1 - 吉本菜穂子
- 保護者2 - やべけんじ
- 教頭 - 早瀬俊行
- 江藤英一郎 - 標永久
- 江藤英二郎 - 飯塚啓介
- 若き日の江藤英一郎 - 大嶋捷稔
- 生徒1 - 古田大虎
- 生徒2 - 下江昌也
- 生徒3 - 利根川鈴実
- 不思議少女 - 飯塚萌木

第5話
- 友竹真知子（民間人校長、モンスターペアレント） - 前田美波里

立川小学校校長。大手通信会社の重役を経て現職に就く。これまでにない独自の教育プランを手掛けた功績から、保護者からは『カリスマ校長』として呼び親しまれている。
講演会で知り合った樹季たちに、清美との一件で相談を持ちかける。しかし、その真の狙いは、名誉市民候補である自分の名前に傷がつかぬよう、加川の暴力行為を隠蔽工作に利用するためであり、更には、樹季の名を騙り、清美に関する情報を週刊誌に流してバッシングの矛先が彼女に向くように仕向けていた。
香織の告白で全ての真実を知り、事の真相を樹季に突き付けられても、「真実は立証されてこそ真実たりえるのではないか」、「組織のほころびが広がるのを防ぐには多少の犠牲はやむを得ない」と開き直り、樹季からは「真実は法律の中ではなく、人の心にある」、「子どもの気持ちと親心を踏みにじったあなたこそモンスターだ」と言い渡されるも、最後まで自分の非を認めようとしなかった。名誉市民賞受賞後、校長を突如退任する。
- 梶田清美（モンスターペアレントにさせられていた母親） - 猫背椿

拓人の母親で、加川の暴力行為で負わされたケガの一件で憤り、学校へ抗議する。しかし、過去に様々なことを学校側に要求していた経緯を利用されて、友竹の策略で一方的にモンスターペアレントに仕立て上げられ、保護者会で孤立してしまう。最終的には友竹の退任を受けて、徐々に周りとの関係を取り戻した。
樹季が香織の証言を得るまで、これまでの仕事に過信して教師側の意見だけに耳を傾け、清美の言い分を聞こうとしなかったことが、騒動を拡大する遠因となっている。事態の収束後、自身の過ちを反省した樹季は、更に保護者に対して常に真摯に向き合うよう務めることになる。
- 加川信二（教師） - 古山憲太郎

拓人、直也のクラスを受け持つ立川小学校教諭。拓人にケガを負わせたとして、清美から糾弾される。当初は拓人への暴力行為を否定していたが、後に香織の告白で、暴力行為が事実であることが発覚した。
- 北村香織 - 宮澤美保

直也の母親で、息子より加川の暴力行為を聞かされていたが、友竹を敬愛する保護者達の前では話すことができず、最終的に樹季たちに事の真相を明かす。
- 母親1 - 明星真由美
- 母親2 - 野口かおる
- 母親3 - 田中良子

友竹の刷新的な教育プランに賛同し、親衛隊を結成している。
- 記者 - 西山聡
- 係員 - 岸和枝
- 梶田拓人 - 森久保大河

加川のクラスに通う、清美の息子。忘れ物を取りに教室に戻り、加川に帰るように言われるも、これを嫌がったため、感情的になった加川に殴られ、ケガを負ってしまう。これ以降、加川を極度に恐れるようになり、一時期登校拒否に陥ってしまう。
- 北村直也 - 富永凌平

拓人の同級生で、香織の息子。教室からの去り際に偶然、加川が拓人に暴力を振るったところを目撃していた。

第6話
- 松永修一（モンスターペアレント） - 相島一之
- 武藤春樹（教師） - 高橋光臣
- 安田校長 - 森喜行
- アナウンサー - 小和田貢平
- 松永実咲 - 根本澪
- 男子1 - 萩原利久
- 男子2 - 宮原海斗
- 女子1 - 今野純子
- 女子2 - 高瀬岬
- 女子3 - 大塚友稀

第7話
- 藤巻類子（モンスターペアレント） - 室井滋
- 甘粕七海（教師） - 松木里菜
- 藤巻綾音 - 福原遥
- 剣持文人 - 大朏岳優
- 易者 - 村松利史

第8話
- 太田祐美（モンスターペアレント） - 三浦理恵子

桃花の母親で、娘の芸能活動に支障が出るとして、宿題を課すことにクレームをつけている。しかし、樹季の説得により、最終的には桃花の勉強を見守ることにした。
- 中川功（ロリコン教師） - 佐藤二朗

桃花の担任教師で、母親の祐美が必要に課題の提出を拒否するのに対して、自宅で個人授業を行うことで折り合いをつけようとする。しかし、実際には気に入った生徒と自宅で1対1になったところでいかがわしい行為を加える常習犯であり、三浦の実の娘である由香も同様の被害に遭っていた。この事件が遠因となって、三浦は学校から退職に追い込まれ、最終的に妻とも離婚する羽目になる。桃花の家庭環境を利用して、今回も生徒を自宅に連れ出して同様の行為に及ぼうとしたところ、それを発見し怒りに震える三浦に暴行を受け、重傷を負う。その後は三浦を訴えるものの、樹季にの活躍によって、訴えを取り下げる。
- 三浦智子（三浦の元妻）- 筒井真理子
- 太田桃花 - 山中ゆき

中川のクラスに通う祐美の娘。いわゆる子役で、多忙な芸能活動から出席率が悪くなっている。
- 三浦由香（三浦の娘）- 松本梨菜
- 小池拓実（三浦の教師時代の同僚）- 野間口徹
- 竹村（弁護士）- 神尾佑（第10話にも出演）

第9話
- 相澤美千代（モンスターペアレント） - 川島なお美
- 植松省吾（教師） - 小倉久寛
- 相澤樹里亜 - 金子舞優名
- ボランティア団体の女性- 梅宮万紗子
- 及川校長 - 花王おさむ

第10話
- 倉橋友恵（モンスターペアレント） - 雛形あきこ
- 夏目祐樹（教師） - 正名僕蔵

勝の部活の顧問だが、友恵のクレームに対して真摯に向き合おうとしない無責任な勤務態度から、校長より厳しく叱責を受ける。恋人から愛想を尽かされたことで、一方的に望月に逆恨みをし、ナイフで突き刺して意識不明の重体に陥らせる。その後警察署に出頭し、逮捕された。
- 倉橋勝 - 下山葵
- 乙川真緒（夏目の婚約者） - 桂亜沙美

夏目の無気力で優柔不断な勤務態度に腹を立て、婚約を一方的に破棄する。これが後に、更に夏目を望月に対する逆恨みを焚き付ける遠因になってしまう。
- 岡本雪子（女子中学生） - 梅田愛子
- 師岡校長 - 沼崎悠
- 理不尽親1 - 吉田羊
- 理不尽親2 - 小浜正寛
- 理不尽親3 - 葛木英

最終話
- 宮園貴代（モンスターペアレント） - 高橋ひとみ
- 宮園清三 - 西岡徳馬（友情出演）
- 一瀬助役 - 徳井優
- 黒田麻弥子 - 品川景子

## スタッフ
- 脚本 - 荒井修子、佐藤久美子
- 音楽 - 本間勇輔
- 演出 - 小林義則、城宝秀則、三木茂
- 主題歌 - 徳永英明「愛が哀しいから」（ユニバーサルシグマ）
- 資料協力 - 尾木直樹
- プロデューサー - 吉條英希（関西テレビ）、岩田祐二
- 制作 - 関西テレビ、共同テレビ

## 放送日程
- 関西の初回視聴率は19.1%。この枠では、視聴率が『鬼嫁日記 いい湯だな』以来の平均二桁を記録した。

| 各話                                                           | 放送日        | サブタイトル          | 脚本       | 演出     | 視聴率 | 備考         |
| -------------------------------------------------------------- | ------------- | --------------------- | ---------- | -------- | ------ | ------------ |
| I                                                              | 2008年7月01日 | 娘の担任をかえろ      | 荒井修子   | 小林義則 | 14.2%  | 15分拡大     |
| II                                                             | 2008年7月08日 | 学級閉鎖しろ          | 荒井修子   | 小林義則 | 11.6%  | 15分繰り下げ |
| III                                                            | 2008年7月15日 | 給食費は払わない      | 佐藤久美子 | 城宝秀則 | 13.0%  | -            |
| IV                                                             | 2008年7月22日 | 息子を絶対医者にしろ! | 荒井修子   | 小林義則 | 13.2%  | -            |
| V                                                              | 2008年7月29日 | カリスマ校長の秘密    | 佐藤久美子 | 城宝秀則 | 12.2%  | -            |
| VI                                                             | 2008年8月05日 | 先生の顔を整形しろ    | 佐藤久美子 | 小林義則 | 11.2%  | -            |
| VII                                                            | 2008年8月12日 | 霊感母の恐怖          | 荒井修子   | 城宝秀則 | 08.7%  | -            |
| VIII                                                           | 2008年8月19日 | 急転! 悲しみの鉄拳    | 田村孝祐   | 小林義則 | 12.4%  | -            |
| IX                                                             | 2008年8月26日 | 別離の日              | 佐藤久美子 | 三木茂   | 11.6%  | -            |
| X                                                              | 2008年9月02日 | 衝撃! 刺された相棒    | 荒井修子   | 城宝秀則 | 12.0%  | -            |
| XI                                                             | 2008年9月09日 | 史上最強の怪物親      | 荒井修子   | 小林義則 | 13.6%  | -            |
| 平均視聴率 12.2%（視聴率はビデオリサーチ調べ、関東地区・世帯） |               |                       |            |          |        |              |